# Верховинка (танець)
Верхови́нка — український народний танець, у музичному відношенні є варіантом коломийки. Проте, на відміну від коломийки, починається із широкого ліричного вступу в розмірі 6/8 або 3/4. Далі йде коломийкова мелодія. Виконується в швидкому темпі.